# Émile Bertaux (astronome)
Pour les articles homonymes, voir Émile Bertaux et Bertaux.
Émile Bertaux (Paris, 10 décembre 1839 - Paris, 12 août 1903) est un astronome et éditeur français.

## Biographie
Émile Bertaux était un éditeur spécialisé dans la publication de cartes, de planisphères,  de cartes sélénographique de la Lune et de la planète Mars, d'ouvrages de géographie ainsi que pour la réalisation de globes terrestres signés Bertaux ou E. Bertaux.
En 1875, Monsieur Grosselin, le gérant de la maison d'éditions Delamarche, située au 25 de la rue Serpente, à Paris, invite Émile Bertaux à venir éditer cartes et globes dans son atelier de la rue Serpente. La Maison Delamarche était réputée pour son travail réalisé par Charles François Delamarche (1740-1817), puis jusqu'en 1834 par Félix Delamarche, ingénieur mécanicien pour les globes et les sphères qui succéda à son père en 1817. Enfin par Alexandre Delamarche (1815-1884), l'auteur de l'atlas de géographie physique et politique. 
En 1875, Émile Bertaux investit la Maison Delamarche pour apporter ses talents d'éditeur à cette maison d'éditions.
Émile Bertaux était membre de la Société astronomique de France et participait avec sa femme, aux séances de cette société savante d'astronomie. En 1903, il reçut le Prix des Dames par cette même société astronomique.